# Rimeize (fiume)
La Rimeize è un fiume francese che scorre nel dipartimento della Lozère, nell’antica regione francese della Linguadoca-Rossiglione, oggi Occitania. È un affluente della Truyère, alla riva sinistra, quindi un subaffluente della Garonna e del Lot.

## Geografia
Lunga 37,3 chilometri, la Rimeize nasce sul fianco orientale del massiccio dell'Aubrac, nel territorio della località di Malbouzon.
La prima parte del suo corso segue la direzione di sudest, ma poco dopo aver attraversato la località di Malbouzon, effettua una conversione di 90° in direzione nordest. Essa mantiene questo orientamento fino alla fine del suo percorso di oltre 37 chilometri. La Rimeize confluisce nella Truyère (riva sinistra) tra le località di Rimeize e di Saint-Alban-sur-Limagnole, al confine dei comuni di Fontans e di Rimeize.

### Dipartimenti e comuni attraversati
- Lozère: Malbouzon, Fau-de-Peyre, Aumont-Aubrac, Rimeize.

## Principali affluenti
- Torrente di Beylasse: 3,3 km
- Torrente degli Jasses: 5,3 km
- Torrente della Védrine: 4,8 km
- La Rivayre: 3,5 km
- Torrente della Narce: 4,4 km
- Torrente Riou Frech: 4,3 km
- La Rimeizenc: 5,2 km
- Torrente dei Rivières: 4,7 km
- il Chapouillet: 16,5 km

## Idrologia

### La Rimeize a Rimeize
La portata della Rimeize è stata osservata per un periodo di 38 anni (1971-2008), a Rimeize, località del dipartimento della Lozère, situata poco prima della sua confluenza con la Truyère. La superficie esaminata è soltanto il 60% della totalità del bacino idrografico del corso d'acqua, non essendo compresa l'importante portata del Chapouillet.
Il modulo del fiume (senza il Chapouillet) a Rimeize è di 1,86 m³/s.
La Rimeize è un fiume poco regolare. Essa presenta delle fluttuazioni stagionali de portata molto marcate, come gran parte dei corsi d'acqua della regione. Le piene si verificano dalla fine dell'autunno fino alla primavera e sono caratterizzate da portate mensili medie che vanno da 1,94 a 2,93 m³/s, da novembre a maggio inclusi (con un massimo in febbraio). Nel mese di giugno, la portata diminuisce fortemente, ciò che porta rapidamente alla magra d'estate, che si verifica da luglio settembre, comportando una magra della portata mensile media fino al fondo con 0,527 m³/s nel mese d'agosto. Dal mese di ottobre, la portata risale rapidamente. Ma queste medie mensili nascondono fluttuazioni più pronunciate sui brevi periodi o secondo le annate.